# Julie Žižlavská
Julie Žižlavská roz. Koukalová (* 17. května 1934) je československá hráčka basketbalu. Je vysoká 165 cm. Je zařazena na čestné listině mistrů sportu.
Za basketbalové reprezentační družstvo Československa v letech 1951 až 1961 hrála celkem 123 utkání a má podíl na dosažených sportovních výsledcích. Zúčastnila se Mistrovství světa 1959 Moskva - 3. místo a dvou Mistrovství Evropy 1954, 1960, na nichž získala stříbrnou medaili za druhé místo na ME v roce 1954 a dvě bronzové medaile za třetí místa na MS 1959 a ME 1960.
V československé basketbalové lize žen hrála celkem 12 sezón (1954-1966) za kluby (s nimiž získala): Slavia VŠ Praha - jedno třetí místo (1957), Slavia VŠ Brno - třikrát druhé místo (1959, 1960, 1961) a jedno třetí místo (1962) a KPS Brno - dvě druhá místa (1965, 1966) a jedno třetí místo (1964), přitom v sezoně 1962/63 přešel tým Slavie VŠ Brno kolektivně do KPS Brno.  

## Sportovní kariéra

### Kluby
- 1954-1957 Slavia VŠ Praha, celkem 3 sezóny a 1 medaile: 3. místo (1957), 5. (1956), 6. (1955)
- 1954-1957 Slavia VŠ Brno, celkem 5 sezón a 4 medaile: 3x 2. místo (1959, 1960, 1961), 3. (1962), 5. (1958)
- 1954-1957 KPS Brno, celkem 4 sezóny a 3 medaile: 2x 2. místo (1965, 1966), 3. (1964), 4. (1963)

### Československo
- Mistrovství světa: 1959 Moskva, Sovětský svaz (24 bodů /6 zápasů) 3. místo
- Mistrovství Evropy: 1954 Bělehrad, Jugoslávie (2 /1) 2. místo, 1960 Sofia, Bulharsko (25 /5) 3. místo, celkem na dvou ME 27 bodů a 6 zápasů
- 1957-1964 celkem 123 mezistátních zápasů, na MS a 2 ME celkem 51 bodů a 12 zápasů
- Titul mistryně sportu